# International Martial Arts Federation
Kokusai Budoin, International Martial Arts Federation (国際武道院・国際武道連盟 Kokusai Budoin Kokusai Budo Renmei?) (IMAF) är en internationell Budoorganisation med säte i Japan. Organisationen grundades 1952 och har huvudkontor i Tokyo, Japan samt kontor i 17 länder . IMAF tillhandahåller ett arkiv av historisk information och källor till traditionell undervisning, och arbetar för att organisera och främja japanska kampsporter.

## Ändamål
International Martial Arts Federation (IMAF) är inriktad på främjande och utveckling av världens alla kampsporter.
IMAF arbetar för att öka intresset för japanska kampsporter och upprätta en kommunikation av vänskap, förståelse och harmoni bland medlemsländerna. Ett mål är att utveckla både kropp och själ, främja global förståelse och personlig utveckling.

## Historia
International Martial Arts Federation (IMAF) grundades 1952 av några av Japans mest framstående kampsportsutövare, inklusive:
- Kyuzo Mifune, Hanshi, Meijin Judo
- Kazuo Ito, Hanshi, Meijin Judo
- Shizuya Sato, Hanshi, Hanshi Nihon Jujutsu och Hanshi Judo
- Hakudo Nakayama, Meijin Kendo
- Hiromasa Takano, Meijin Kendo
- Hironori Otsuka, Meijin Karatedo
- Pedagogen Yamaguchi, Hanshi Karatedo
- Hirokazu Kanazawa, Hanshi Karatedo
- Kazuo Sakai, Hanshi Karatedo
- Katsuo Yamaguchi, Meijin Iaido
- Kisshomaru Ueshiba, Aikikai Aikido, och son till grundaren av Aikido, Morihei Ueshiba.

Den första ordföranden var prins Kaya Tsunenori, som följdes av prins Naruhiko Higashikuni. IMAF (då under namnet National Japan Health Association) sponsrade den första storskaliga kampsportsdemonstrationen efter andra världskriget i Japan Hibiya Park i centrala Tokyo i februari 1952.

## Divisioner
International Martial Arts Federation (IMAF) har sju avdelningar som representerar de olika japanska kampsporterna. Dessa inkluderar Judo, Kendo, Karatedo, aikido, iaido, Jujutsu och Kobudo.
På grund av en schism i IMAF Europa bildades en separat grupp 1983 av Minoru Mochizuki, Hanshi, Meijin 10-Dan Aikido. I Storbitannien delades organisationen upp ytterligare 2005, vilket ledde till bildandet av två anslutna organ, UK IMAF och IMAF GB (som senare bytte namn till United Kingdom Budo Federation).

## Kendo Division
International Martial Arts Federation (IMAF) definierar Kendo som "vägen för svärdet". Kendo är en modern kampsport bygger på gammal Kenjutsu.
IMAF har demonstrerat Kendo Kata på Kameido Katori Jinja den 29 mars 2009.